# Eco-Nelson
CZ*ECO-Nelson, do roku 2018 také ECO-Nelson (oficiálně dle ATS Nelson Structures), je polární stanice v Antarktidě na Nelsonově ostrově v souostroví Jižní Shetlandy. Stanice byla založena Čechem Jaroslavem Pavlíčkem v prosinci 1988. Třicet let byla provozována jako jediná soukromá stanice v celé Antarktidě, než ji zakladatel v říjnu 2017 daroval Českému antarktickému nadačnímu fondu (ČANF).
Za provoz stanice odpovídá provozovatel, brněnská Masarykova univerzita, na níž vznikl Český antarktický vědecký program. Univerzita si stanici Eco-Nelson pronajala v roce 2018 na 99 let, s plánem realizace vědeckých aktivit. Bez předchozího společného souhlasu majitele a provozovatele nelze na stanici pobývat. Název stanice zůstal zachován minimálně až do ukončení rekonstrukce.

## Umístění
Stanice se nachází na 62°14′47″ j. š., 58°58′56″ z. d. na Nelsonově ostrově v souostroví Jižní Shetlandy. Ostrov se nachází zhruba 100 km od pobřeží Antarktického poloostrova. Stanice má z logistického hlediska velmi příznivou polohu, od sousedního ostrova Krále Jiřího, na kterém se nachází několik polárních stanic jiných států a letiště Aeródromo Teniente Rodolfo Marsh Martin, je Nelsonův ostrov oddělen pouze 400 metrů širokým průlivem. V průběhu sezóny jižního léta se lze na ostrov Krále Jiřího dostat letecky z chilského Punta Arenas.
Stanice se nachází v nezaledněné oáze na samém severním cípu ostrova. Plocha nezaledněné oázy je cca 4 km2 z celkové plochy 192 km2. Povrch oázy má dramatický skalnatý reliéf a je pokryt vegetací. Základna se nachází několik desítek metrů od břehu, který je tvořen písčitou a kamenitou pláží, nedaleko se nachází bezpečné kotviště.
Podnebí na ostrově je typicky oceánické, s relativně příznivým chodem teplot (v průběhu letní sezony teploty oscilují kolem 0 °C) a relativní vlhkostí vzduchu kolem 90 %, téměř neustálé jsou srážky v podobě mrholení, deště nebo sněhu. Roční úhrn srážek dosahuje 500 mm. V průběhu zimní sezony teploty klesají pod bod mrazu (absolutní minimum naměřené na Ostrově krále Jiřího je -28,5 °C) a oáza je pokryta cca 40 cm sněhu.

## Historie stanice

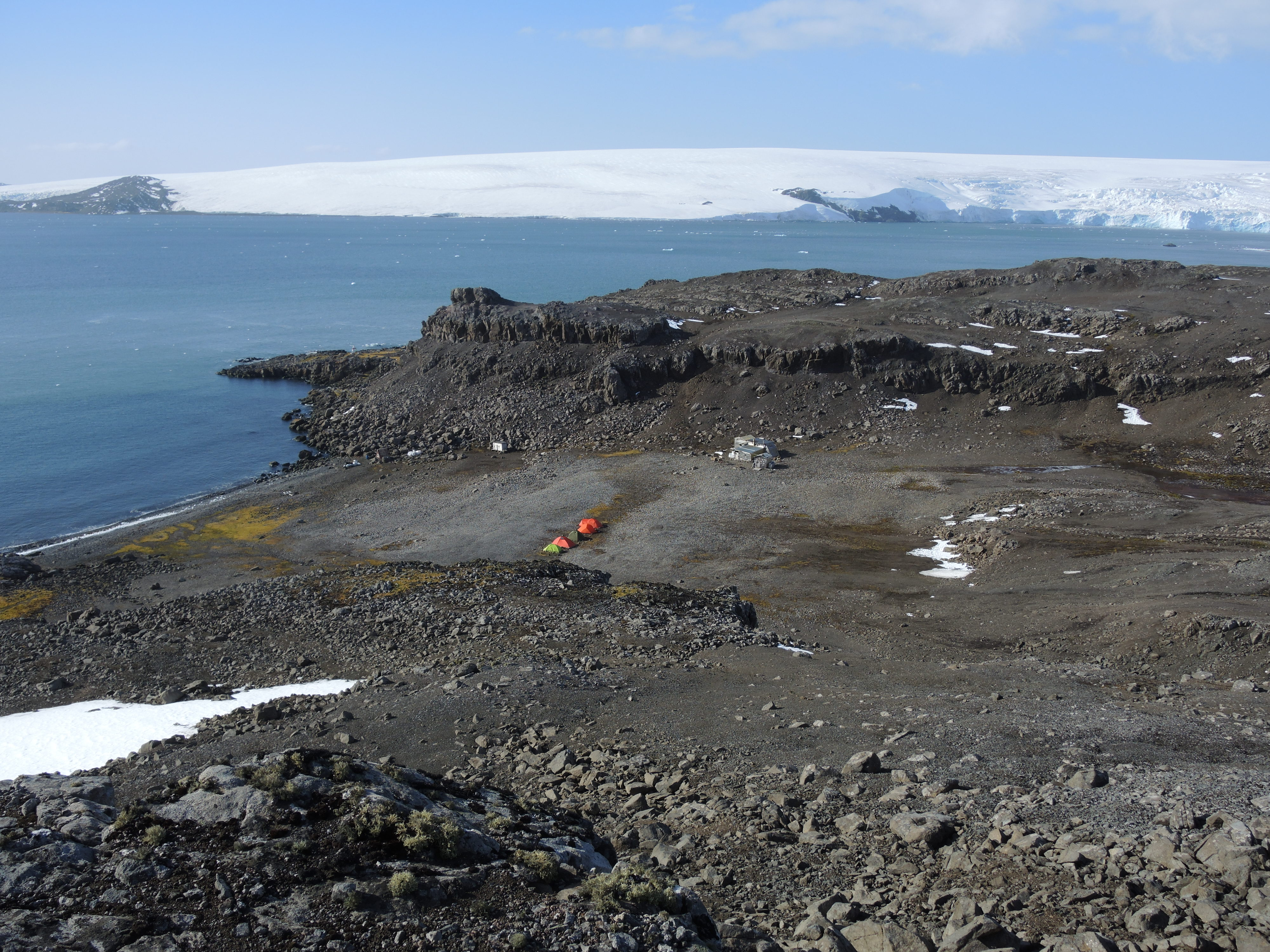
Stanice CZ*ECO-Nelson, únor 2019. Na mořské terase před stanicí stojí dočasný stanový tábor, ve kterém přebývala expedice Masarykovy univerzity a Českého antarktického nadačního fondu během generálního úklidu, který byl prvním krokem pro umožnění rekonstrukce.

Mezi lednem a březnem 1987 pátrali Češi Jaroslav Pavlíček a Jan Pávek na březích Antarktidy po vhodné lokalitě ke zřízení stanice. K jejímu založení došlo na další výpravě, jíž se mezi prosincem 1988 a únorem 1989 s Pavlíčkem zúčastnili Jaroslav Fous, Miroslav Jakeš, Jiří Komárek provádějící algologický výzkum, Zdeněk Zamazal a Martin Kříž. Poslední dva jmenovaní se do května 1989 pokusili o zimování. Od prosince 1989 do února 1990 na stanici působili Petr Šlambora a Lubomír Kováčik. V roce 1990 pak první zimování (během léta na severní polokouli) uskutečnili Jaroslav Fous a Lubomír Kováčik. V první polovině 90. let do programu na stanici zasáhli ornitologové Petr Lumpe a Karel Weidinger, Mojmír Martínek, Martin Mykiska či Lubomír Ančinec.
Stanici od počátku tvořilo několik drobných staveb vybudovaných z různých materiálů. Většina měla kamennou podezdívku, na které stály baráčky s dřevěnými stěnami vyplněnými izolačním materiálem a obložené eternitem. Střecha většiny z nich byla také eternitová. Použitý eternit však neobsahoval azbest, což uváděla dokumentace výrobce a potvrdil i chemický rozbor přivezených vzorků v roce 2018.
V době, kdy základnu provozoval Jaroslav Pavlíček, umožňoval pobyt v rámci výzkumu přežití a ekologického stylu života širší veřejnosti. Stanice mohla ubytovat až 12 osob. Zájemci necestovali jako běžní turisté; pobyt měl vždy pracovní charakter (na stanici bylo možné absolvovat náhradní vojenskou službu). Dobrovolníci nebyli za svou práci honorováni, naopak celý pobyt včetně dopravy si hradili z vlastních prostředků. Jednou z podmínek návštěvy bylo absolvování třídenního Pavlíčkova kurzu přežití: „Moře-řeka-ledovec“, který prověřil psychické a fyzické schopnosti účastníků.
Na stanici pobývali také Tomáš Halík, Dagmar Havlová (manželka Ivana Havla), Karel a Martina Vlčkovi, Martin Vopěnka, Vilém Rudolf, Radek Černý, Jan Petrásek, nebo Marek Orko Vácha. Kytarista Lubomír Brabec zde uskutečnil vůbec nejjižnější koncert klasické hudby v historii, když hrál na lodi Greenpeace Arctic Sunrise u ostrova Nelson Island. Celý koncert byl zaznamenán japonskou televizí.

### Kauza pohřešovaných Stuchlíka a Suchánka

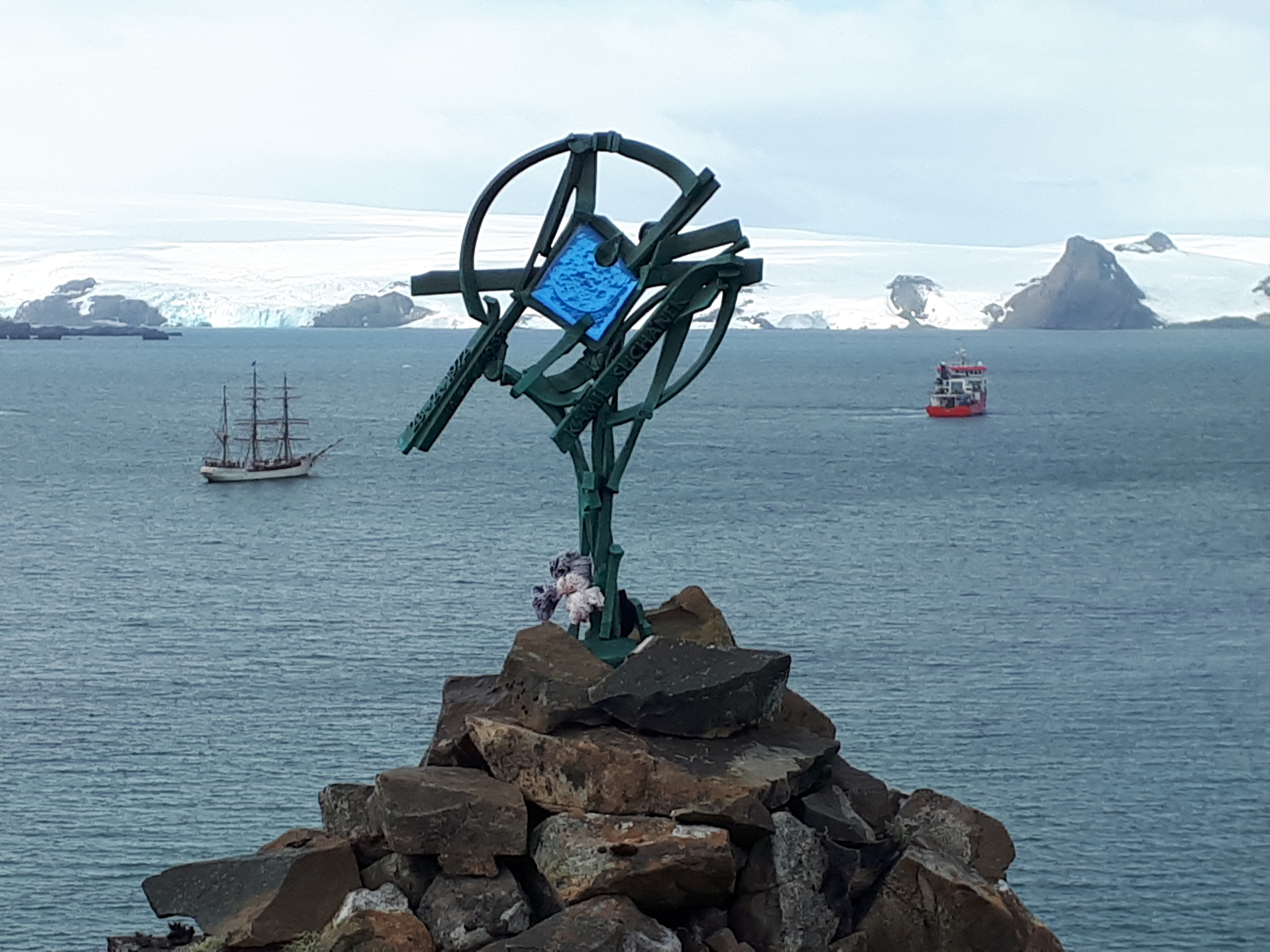
Pomník od sochaře Otmara Olivy u chilské stanice na ostrově Krále Jiřího v památce na Kamila Suchánka a Miroslava Stuchlíka, kteří se ztratili při plavbě na základnu Eco-Nelson

V září 1992 na stanici přijel 41letý Miroslav Stuchlík z Mořiny a v lednu 1993 jej doplnil 21letý Kamil Suchánek ze Zlína. Oba se ztratili při přeplavbě Fildesova průlivu v květnu 1993. Zmizeli při zpáteční plavbě na kanoi z korejské stanice King Sejong, když pádlovali na 12 km vzdálený ostrov Nelson. Ruské a chilské pátrání skončilo objevem prázdné kanoe. O rok později byli polárníci prohlášeni podle chilských zákonů za nezvěstné. Jejich památník byl umístěn na sousedním ostrově Krále Jiřího.
Zlínský soud prohlásil již v roce 1993 Suchánka za mrtvého a čtyři roky poté byl prohlášen za mrtvého také Stuchlík. ČTK a portál Novinky.cz 17. prosince 2003 zveřejnily misinformaci, podle níž Stuchlíka zastavila berounská policejní hlídka při silniční kontrole, poznala jej sestra a totožnost potvrdil test DNA. Následující den vydalo iDNES.cz dementi. Stuchlíkova sestra vyvrátila identifikaci a Policie ČR připustila, že informace byla zavádějící. Perlustrovaného muže s polárníkem spojoval jen rok 1993, odkdy byl pohřešován a následné prohlášení za mrtvého. K silniční kontrole došlo v obci Kuchař, dva kilometry od Stuchlíkova bydliště.

## Současnost
V roce 2018 se provozovatelem stal Český antarktický vědecký program (anglický název Czech Antarctic Research Programme, zkráceně CARP) sídlící na brněnské Masarykově univerzitě. V první sezóně jižního léta po změně provozovatele, v únoru 2019), zde proběhl generální úklid ve spolupráci Masarykovy univerzity a Českého antarktického nadačního fondu (ČANF). Během této fáze bylo odvezeno více než 6 tun materiálu a byla doplněna povinná bezpečnostní výbava pro klasifikaci základny jako záchranný přístřešek (tzv. refugium). Přestože jsou budovy tvořící stanici ve stavu umožňujícím pouze provizorní používání, základna nyní splňuje všechny předpisy.
Český antarktický vědecký program garantuje jak provoz stanice v souladu a národním i mezinárodním právem, tak řádnou realizaci vědeckého výzkumu nejen českými vědci. Vědečtí pracovníci původní základnu využívají jako zázemí pro terénní práci až do doby dokončení zásadní přestavby stanice (povolení k rekonstrukci pro Masarykovu univerzitu vydalo Ministerstvo životního prostředí v roce 2018), jejíž termín závisí na finančních možnostech ČANF a CARP. Do své rekonstrukce plánované přibližně na polovinu druhé dekády 21. století je stanice schopna sloužit jako provizorní (přídavné) zázemí pro terénní vědecký stanový tábor do počtu 9 osob, ubytování uvnitř však není možné.
Od roku 2018 se na stanici realizuje výzkum Český antarktický vědecký program; probíhá výzkum klimatologický (automatická meteostanice nainstalována v březnu 2018), ornitologický (ve spolupráci s Univerzitou Palackého Olomouc) a rostlinně-fyziologický. Plánováno je do programu zahrnout i geologii, geomorfologii, limnologii, paleontologii a glaciologii.

## Češi na Antarktidě
| Polárník           | období              | expedice / místa působení |
| ------------------ | ------------------- | --- |
| Václav Vojtěch     | 1928/1929 1929/1930 | 1. Byrdova antarktická expedice na lodích City of New York a Eleanor Bolling / Rossovo moře, Zátoka velryb |
| Antonín Mrkos      | 1957/1959 1961/1963 | 3., 4. a 7. sovětská antarktická expedice na lodích Kooperacija a Ob / přezimování na stanici Mirnyj, cesta na stanici Vostok, prvovýstup Ritscherovy hory v Zemi královny Maud, |
| Stanislav Bártl    | 1957/1959           | 4. sovětská antarktická expedice na lodi Ob / stanice Mirnyj, Bungerova oáza, Mawson Peak, stavba stanice Lazarev, zvláštní zpravodaj Mladé fronty |
| Oldřich Kostka     | 1959/1960           | 5. sovětská antarktická expedice / přezimování na stanici Mirnyj a předsunutém táboře Družba na Západním šelfovém ledovci / tragicky zahynul 3.8.1960 při požáru st. Mirnyj |
| Oldřich Praus      | 1959/1961           | 5. sovětská antarktická expedice / přezimování na stanici Mirnyj |
| Pavel Chaloupka    | 1961/1963 1963/1965 | 7. sovětská antarktická expedice / přezimování na stanici Novolazarevská 9. sovětská antarktická expedice / přezimování na stanici Vostok |
| Alois Kočí         | 1961/1963           | 7. sovětská antarktická expedice / přezimování na stanici Novolazarevská |
| Jaroslav Petrovský | 1961/1963           | 7. sovětská antarktická expedice / přezimování na stanici Mirnyj (první Slovák) |
| Stanislav Fischer  | 1962/1964           | 8. sovětská antarktická expedice / přezimování na stanici Vostok |
| Blahoslav Slavík   | 1962/1964           | 8. sovětská antarktická expedice / přezimování na stanici Vostok |
| Mojmír Kopečný     | 1963/1965           | 9. sovětská antarktická expedice / přezimování na stanici Novolazarevská |
| Zdeněk Kropáč      | 1963/1964           | 9. sovětská antarktická expedice na lodi Estonia / zvláštní zpravodaj týdeníku Svět sovětů |
| Josef Sekyra       | 1966/1967 1969/1970 | 12. sovětská antarktická expedice / geologický výzkum v pohoří Yamato, Sør Rondane a Wohlthat / řada prvovýstupů 2. pobyt s mezinárodní geologickou skupinou americké expedice Deepfreeze / základna McMurdo, Bearmore Camp, návštěva stanice Amundsen–Scott (26.12.1969 první Čech na jižním pólu) |